# Eilefsen Peak
Eilefsen Peak är en bergstopp i Antarktis. Den ligger i Västantarktis. Inget land gör anspråk på området. Toppen på Eilefsen Peak är 41 meter över havet.
Terrängen runt Eilefsen Peak är platt åt nordost, men åt sydväst är den kuperad. Trakten är obefolkad. Det finns inga samhällen i närheten.